# 충청북도학생해양수련원
충청북도학생해양수련원(忠淸北道學生海洋修鍊院)은 지방교육자치에 관한 법률 제32조에 따라 해양수련 등을 통해 진취적 기상 및 호연지기를 지닌 청소년 육성과 교직원의 복지증진을 위하여 충청북도교육청 산하에 설치된 소속기관이다.

### 017

#### 09.01
- 제5대 김수근 원장 취임

### 2016

#### 09.01
- 보령교육원과 제주교육원 통합 조직개편(조례 3947호)
- 충청북도학생해양수련원으로 통합 개원
- 제주수련원 분원 설치
- 제4대 노재일 원장 취임

#### 03.01
- 충북교육청제주교육원 제3대 변종현 원장 취임

### 2015

#### 09.01
- 충북교육청보령교육원 제3대 연순동 원장 취임

#### 03.01
- 충북교육청제주교육원 제2대 김진영 원장 취임

### 2014

#### 07.01
- 충북교육청보령교육원 제2대 정정희 원장 취임

#### 05.02
- 충북학생종합수련원과 보령교육원 분리
- 충북학생종합수련원과 제주교육원 분리 조직개편(조례 3662호)
- 충북교육청보령교육원 개원
- 제1대 이경우 원장 취임

#### 03.01
- 충북교육청제주교육원 제1대 정달훈 원장 취임

#### 02.12
- 충북학생종합수련원 제주교육원 개원

#### 01.24
- 제주교육원 준공

### 2003

#### 07.01
- 임해수련운영부 개원

#### 06.05
- 충청북도학생종합수련원으로 개편
- 임해수련운영부 설치(조례 제2754호)

#### 05.23
- 임해수련시설 신축공사 준공

#### 04.30
- 제주교육원 착공

### 2001

#### 12.31
- 임해수련시설 신축공사 착공

### 1998

#### 05.28
- 임해수련시설 부지 매입

### 1990

#### 09.28
- 충청북도학생종합야영장으로 명칭 변경

### 1988

#### 05.09
- 진천종합야영장 개장

## 연혁

### 017

#### 09.01
- 제5대 김수근 원장 취임

### 2016

#### 09.01
- 보령교육원과 제주교육원 통합 조직개편(조례 3947호)
- 충청북도학생해양수련원으로 통합 개원
- 제주수련원 분원 설치
- 제4대 노재일 원장 취임

#### 03.01
- 충북교육청제주교육원 제3대 변종현 원장 취임

### 2015

#### 09.01
- 충북교육청보령교육원 제3대 연순동 원장 취임

#### 03.01
- 충북교육청제주교육원 제2대 김진영 원장 취임

### 2014

#### 07.01
- 충북교육청보령교육원 제2대 정정희 원장 취임

#### 05.02
- 충북학생종합수련원과 보령교육원 분리
- 충북학생종합수련원과 제주교육원 분리 조직개편(조례 3662호)
- 충북교육청보령교육원 개원
- 제1대 이경우 원장 취임

#### 03.01
- 충북교육청제주교육원 제1대 정달훈 원장 취임

#### 02.12
- 충북학생종합수련원 제주교육원 개원

#### 01.24
- 제주교육원 준공

### 2003

#### 07.01
- 임해수련운영부 개원

#### 06.05
- 충청북도학생종합수련원으로 개편
- 임해수련운영부 설치(조례 제2754호)

#### 05.23
- 임해수련시설 신축공사 준공

#### 04.30
- 제주교육원 착공

### 2001

#### 12.31
- 임해수련시설 신축공사 착공

### 1998

#### 05.28
- 임해수련시설 부지 매입

### 1990

#### 09.28
- 충청북도학생종합야영장으로 명칭 변경

### 1988

#### 05.09
- 진천종합야영장 개장